# مني غوش شيتي
مني غوش شيتي (بالهندية: मोना घोष शेट्टी؛ بالإنجليزية: Mona Ghosh Shetty) هي مغنية ومخرجة وممثلة هندية، ولدت في 22 أبريل 1978 في مومباي في الهند.

## وصلات خارجية
- مني غوش شيتي على موقع IMDb (الإنجليزية)